# Aérodrome de Bougoulma
L'aérodrome de Bougoulma (tatar : Бөгелмә Аэропорты; russe : Аэропорт Бугульма) (code OACI : UUA • code FAA : UWKB) est un aéroport du Tatarstan, Russie situé à 12 km au nord de Bougoulma. C'est un petit aéroport avec plusieurs hangars, dédiés aux petits turbopropulseurs. Les 2000 m de la piste a été construite en 2000-2001. Les pilotes occidentaux ont besoin d'une autorisation et d'un navigant russe, car seule la langue russe est parlée sur Bougoulma.[citation nécessaire]